# Santi Innocenti

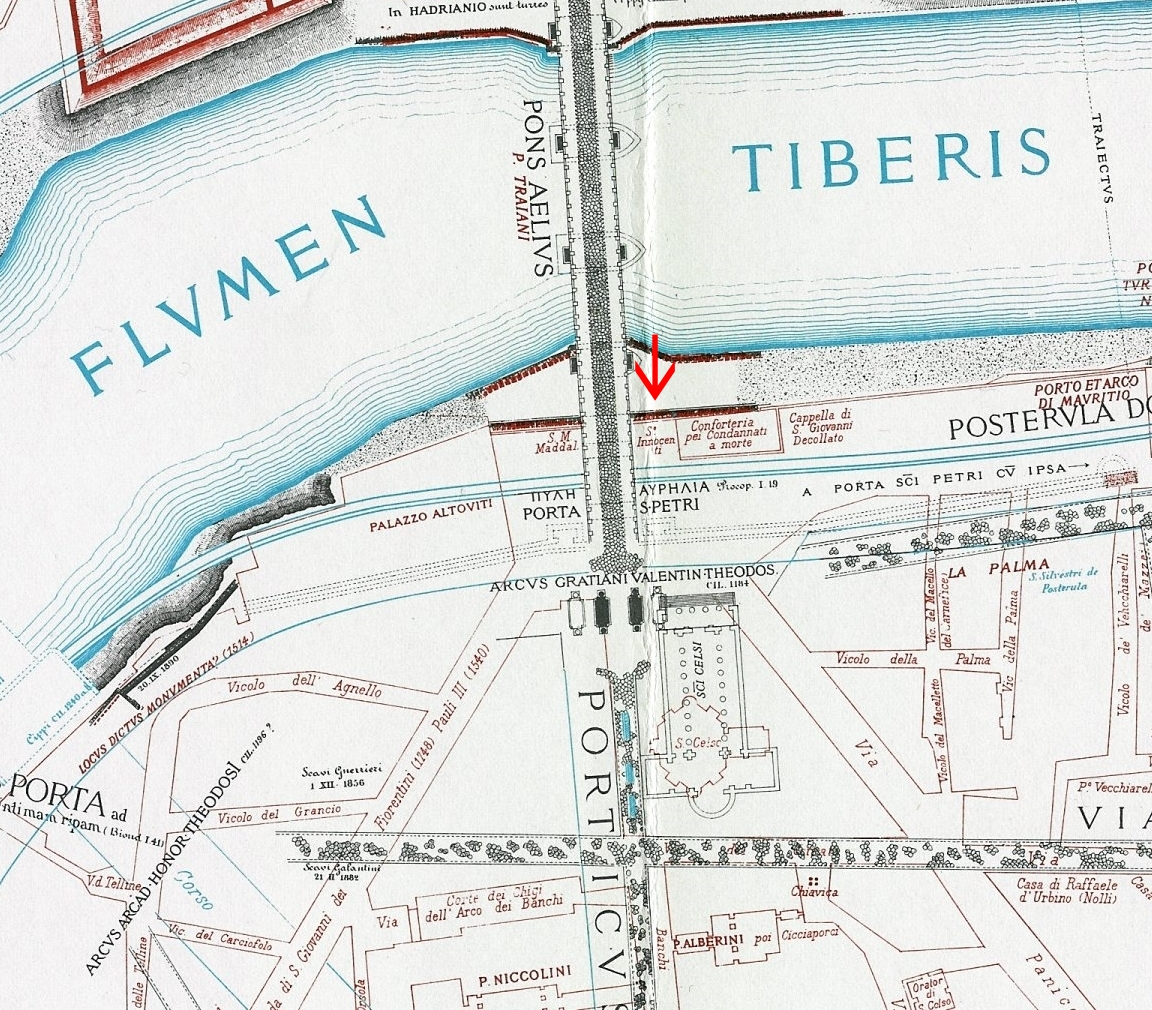
Mapa de Rodolfo Lanciani (1893-1901).

Santi Innocenti e Santa Maria Maddalena eram duas capelas localizadas na cabeceira sul da Ponte Sant'Angelo, no rione Ponte de Roma. Eram dedicadas aos Santos Inocentes e a Santa Maria Madalena respectivamente. Foram demolidas em 1530.

## História
Durante o Jubileu de 1450, quando dezenas de milhares de peregrinos se aglomeraram em Roma, um evento muito sério ocorreu na Ponte Sant'Angelo, a antiga Pons Aelius romana. Um pânico se iniciou entre as milhares de pessoas que atravessavam a ponte e as nas beiradas acabaram cedendo, resultando em 172 pessoas mortas, pisoteadas ou afogadas no Tibre.
Em memória às vítimas, o papa Nicolau V (r. 1447-1455) mandou construir duas capelas octogonais na cabeceira sul: Santi Innocenti e Santa Maria Maddalena. Durante o saque de Roma de 1527, as duas capelas foram utilizadas como postos de observação para os lansquenetes de Carlos V e acabaram muito danificadas. Elas foram ainda mais danificadas durante uma grande enchente do Tibre em outubro de 1530, quando finalmente o papa Clemente V (r. 1523-1534) determinou que ambas fossem demolidas.